# 五月茶
五月茶（学名：Antidesma bunius）为叶下珠科五月茶属下的一种乔木。俗名通天炮、五味子。叶片上面常有光泽，叶背绿色。中国分布于江西、福建、湖南、广东、海南、广西、贵州、云南和西藏等地。